# Еврейско-тунисский диалект арабского языка
Евре́йско-туни́сский диале́кт ара́бского языка́ — один из еврейско-арабских диалектов, находящийся в употреблении евреев, живущих или ранее живших в Тунисе.
По состоянию на 1995 год около 45 000 носителей диалекта проживали в Израиле. При этом общее число носителей диалекта насчитывало около 45 500 человек, большей частью пожилых людей, проживавших также в Тунисе, Франции, Испании и Италии.
Использует арабское письмо, ранее использовалось также и еврейское письмо.
По наблюдениям на 1985 год, словарный запас из 5 000 слов еврейско-тунисского диалекта состоял из 79 % слов арабского происхождения, 15 % слов романского происхождения и 5 % слов еврейского происхождения.